# Åby World Grand Prix
Åby World Grand Prix är ett travlopp för 4-åriga och äldre varmblodstravare, som körs på Åbytravet i Mölndal. Loppet körs över 3140 meter, och köras var fjärde år, och förstapriset i loppet blir 6 miljoner kronor. Det är ett Grupp 1-lopp, det vill säga ett lopp av högsta internationella klass.
Åby World Grand Prix är det mest penningstinna travloppet i världen. Loppet ersätter Åby Stora Pris de åren det körs.

## Vinnare
| År   | Häst        | Nationalitet | Kusk            | Tränare         | Tid    | Odds |
| ---- | ----------- | ------------ | --------------- | --------------- | ------ | ---- |
| 2024 | Horsy Dream | Frankrike    | Pierre Belloche | Pierre Belloche | 1.12,0 | 2,27 |